# Federazione di rugby a 15 del Cile
La Federazione di rugby a 15 del Cile (in spagnolo Federación de Rugby de Chile o FERUCHI) è l'organo che governa il Rugby a 15 in Cile.
Affiliata all'International Rugby Board, è inclusa fra le nazionali di terzo livello senza esperienze di Coppa del Mondo.